# آدام رونی
آدام رونی (انگلیسی: Adam Rooney؛ زادهٔ ۲۱ آوریل ۱۹۸۸ بازیکن فوتبال اهل جمهوری ایرلند است.
از باشگاه‌هایی که در آن بازی کرده‌است می‌توان به باشگاه فوتبال بری، باشگاه فوتبال چسترفیلد، باشگاه فوتبال اولدهام اتلتیک، باشگاه فوتبال یئوویل تاون، باشگاه فوتبال استوک سیتی، باشگاه فوتبال سوئیندون تاون، باشگاه فوتبال آبردین، باشگاه فوتبال اینورنس کالدنیون تیسل، و باشگاه فوتبال بیرمنگام سیتی اشاره کرد.
وی همچنین در تیم ملی فوتبال زیر ۲۱ سال جمهوری ایرلند بازی کرده‌است.